# Darnius

Położenie gminy na mapie comarki Alt Empordà.

Darnius – gmina w Hiszpanii,  w Katalonii, w prowincji Girona, w comarce Alt Empordà.
Powierzchnia gminy wynosi 34,93 km². Zgodnie z danymi INE, w 2005 roku liczba ludności wynosiła 543, a gęstość zaludnienia 15,55 osoby/km². Wysokość bezwzględna gminy równa jest 193 metry. Współrzędne geograficzne gminy to 42°22'9"N, 2°50'4"E.

## Miejscowości
W skład gminy Darnius wchodzi sześć miejscowości, w tym miejscowość gminna o tej samej nazwie:
- L'Arnera – liczba ludności: 23
- El Barri del Pantà – 15
- Darnius – 458
- Ricardell – 11
- El Veïnat d’Amunt – 18
- Veïnat de Mont-roig – 18

## Demografia
| 1991 | 1996 | 2001 | 2004 | 2005 |
| ---- | ---- | ---- | ---- | ---- |
| 500  | 531  | 514  | 516  | 543  |